# Puits Yvon Morandat
Le puits Yvon Morandat (ou puits Y) est l'un des principaux charbonnages de l'unité de production de Provence des Houillères du Bassin du Centre et du Midi, il est implanté à Gardanne dans les Bouches-du-Rhône en région PACA.
Il est actif de 1989 à 2003 et mesure 1 109 mètres de profondeur. Il est connu pour sa tour d'extraction, conservée au début du XXIe siècle.

## Situation avant le fonçage
Le bassin minier de Provence est exploité pour son gisement de lignite de façon artisanale à partir du milieu du XVe siècle et industriellement depuis le début du XIXe siècle. Les Charbonnages de France sont nationalisés en 1946, mais la production du bassin décroit. Entre 1976 et 1979, des réserves sont découvertes vers Gardanne et Meyreuil. En 1980, l'unité d'exploitation de Provence est réorganisée et deux puits doivent être creusés ; le puits Z pour l'extraction et le puits Yvon Morandat pour la descente du matériel et du personnel.

## Fonçage
Le fonçage de puits commence le 11 mars 1981 avec un diamètre de 10 mètres et se termine le 23 décembre 1983 1984 à 1 109 mètres de profondeur. La recette du fond se trouve à l'étage 1 062, 24 mètres sous la couche de charbon dénommée « Grande-Mine ».
Le puits porte le nom d'Yvon Morandat, ancien résistant, devenu président des Houillères de Provence, puis du Nord-Pas-de-Calais et enfin président des Charbonnages de France.

## Installations de surface
Le carreau de la mine s'étend sur dix hectares autour de la tour d'extraction construite en béton armé par la société Campenon Bernard. Elle mesure 52 mètres de haut avec une machine installée à 36,30 mètres.
La machine d'extraction principale est de type koepe à huit câbles. Le moteur, d'une puissance de 2 200 kW est construit par la société Alstom tandis que les ateliers FCB (Fives-Cail-Babcock) assemblent la partie mécanique don la poulie koepe de 3,60 mètres de diamètre. La circulation est assurée par une cage de 10 mètres de haut d'une charge utile normale de 20 tonnes et d'une charge maximale de 40 tonnes. L'autre bout des câbles de 36 mm est relié à un contrepoids de 32 tonnes. Le guidage se fait par main courante à galets sur des tubes carrés de 250 mm de côté. La circulation se fait à une vitesse de 12 m/s.
La machine d'extraction auxiliaire est similaire à la principale, mais elle est équipée d'une poulie koepe bicâble de 1,80 mètre de diamètre et un moteur de 137 kW. Elle permet de descendre douze personnes dans une cage.

## Service
Le puits Yvon Morandat est mis en service le 16 janvier 1989 pour remplacer les puits Gérard et Boyer. Il est actif de 1989 à 2003 et cumule plusieurs fonctions : exhaure, circulation du personnel et du matériel, mais aussi alimentation du fond en air comprimé, eau potable et électricité.

## Reconversion
Les installations sont démantelées en 2004, après la fermeture des mines, excepté la tour d'extraction achetée par la ville de Gardanne. Le site devient une pépinière d'entreprises et abrite une douzaine de start-up en 2014. Un pôle culturel est en projet pour 2020.